# 공성훈
공성훈(孔成勳, 1965년 ~ 2021년 1월 11일)은 대한민국의 화가이다.

## 생애
1965년 인천에서 태어났다. 서울대학교 서양화과를 나온 그는 제4회 광주 비엔날레에 참여하는 등 주요 기획전 및 비엔날레에 참석했다.
2021년 1월 11일, 소장암으로 별세했다.

## 특징
공성훈의 작품은 우리가 흔히 볼 수 있는 좋은 풍경 이미지만이 다가 아닌, 자연의 숭고함과 동시에 세속적이고 숭고함과 대비되는 이미지를 보여준다. 대표적으로 <낚시>를 보면 넓은 바다가운데 사람은 아주 작은 존재로서 쓸쓸함을 대조적으로 보여준다. 

## 작품
- <낚시>
- <담패 피우는 남자(폭포)>